# Championnat de Roumanie de football 1986-1987
Navigation
Saison précédente Saison suivante
La saison 1986-1987 du Championnat de Roumanie de football était la 69e édition de la première division roumaine. Le championnat rassemble les 18 meilleures équipes du pays au sein d'une poule unique, où chaque club rencontre tous ses adversaires 2 fois, à domicile et à l'extérieur.
C'est le club du Steaua Bucarest, double tenant du titre, qui termine en tête du championnat et remporte le 12e titre de champion de Roumanie de son histoire. Le Steaua réussit le doublé Coupe-championnat en battant le Dinamo Bucarest en finale de la Coupe de Roumanie.

## Les 18 clubs participants
| - Dinamo Bucarest - SC Jiul Petrosani - Promu de Divizia B - FC Petrolul Ploiesti - Steaua Bucarest - Petrom Flacara Moreni - Promu de Divizia B - Sportul Studentesc Bucarest - Chimia Ramnicu-Valcea - Universitatea Craiova - FC Gloria Buzau | - FC Brasov - FC Arges Pitesti - FC Olt Scornicesti - SC Bacau - FC Rapid Bucarest - FC Corvinul Hunedoara - AS Victoria Bucarest - Otelul Galati - Promu de Divizia B - Universitatea Cluj |

## Compétition

### Classement
Le classement est établi en utilisant le bareme suivant :
- Victoire : 2 points
- Match nul : 1 point
- Défaite, forfait ou abandon : 0 point

| Rang | Équipe                      | Pts | J  | G  | N  | P  | Bp | Bc | Diff |
| ---- | --------------------------- | --- | -- | -- | -- | -- | -- | -- | ---- |
| 1    | Steaua Bucarest (T) (C)     | 59  | 34 | 25 | 9  | 0  | 87 | 17 | +70  |
| 2    | Dinamo Bucarest             | 44  | 34 | 17 | 10 | 7  | 84 | 46 | +38  |
| 3    | Victoria Bucarest           | 38  | 34 | 15 | 8  | 11 | 43 | 39 | +4   |
| 4    | Sportul Studentesc Bucarest | 35  | 34 | 14 | 7  | 13 | 55 | 46 | +9   |
| 5    | Universitatea Craiova       | 35  | 34 | 11 | 13 | 10 | 40 | 34 | +6   |
| 6    | FC Argeș Pitești            | 35  | 34 | 12 | 11 | 11 | 28 | 25 | +3   |
| 7    | FC Olt Scornicești          | 35  | 34 | 15 | 4  | 14 | 33 | 43 | -10  |
| 8    | FC Petrolul Ploiești        | 34  | 34 | 9  | 16 | 9  | 26 | 27 | -1   |
| 9    | FC Corvinul Hunedoara       | 33  | 34 | 13 | 7  | 14 | 64 | 56 | +8   |
| 10   | Universitatea Cluj          | 32  | 34 | 14 | 4  | 16 | 54 | 47 | +7   |
| 11   | Otelul Galati (P)           | 32  | 34 | 11 | 10 | 13 | 37 | 36 | +1   |
| 12   | SC Bacău                    | 32  | 34 | 12 | 8  | 14 | 45 | 52 | -7   |
| 13   | FC Brașov                   | 32  | 34 | 14 | 4  | 16 | 33 | 46 | -13  |
| 14   | FC Rapid Bucarest           | 32  | 34 | 13 | 6  | 15 | 42 | 55 | -13  |
| 15   | Petrom Flacăra Moreni (P)   | 32  | 34 | 14 | 4  | 16 | 40 | 55 | -15  |
| 16   | SC Jiul Petroșani (P)       | 27  | 34 | 10 | 7  | 17 | 39 | 49 | -10  |
| 17   | FC Gloria Buzău             | 25  | 34 | 10 | 5  | 19 | 31 | 66 | -35  |
| 18   | Chimia Râmnicu Vâlcea       | 20  | 34 | 7  | 6  | 21 | 30 | 72 | -42  |

|  | Qualifié pour la Coupe des clubs champions 1987-1988 |
|  | Qualifié pour la Coupe des Coupes 1987-1988          |
|  | Qualifié pour la Coupe UEFA 1987-1988                |
|  | Relégation en Divizia B                              |

## Bilan de la saison
| Tableau d'Honneur                   |                 |
| Compétition                         | Vainqueur       |
| Championnat de Roumanie de football | Steaua Bucarest |
| Coupe de Roumanie de football       | Steaua Bucarest |

| Qualifications européennes          |                                                                        |
| Compétition                         | Qualifié                                                               |
| Coupe des clubs champions 1987-1988 | Steaua Bucarest                                                        |
| Coupe des Coupes 1987-1988          | Dinamo Bucarest                                                        |
| Coupe UEFA 1987-1988                | AS Victoria Bucarest Universitatea Craiova Sportul Studentesc Bucarest |

| Promotions et relégations |                                                         |
| Promus en Divizia A       | ASA Târgu Mureș Politehnica Timisoara CSM Suceava       |
| Relégués en Divizia B     | SC Jiul Petrosani FC Gloria Buzau Chimia Ramnicu Valcea |